# Majadahonda (municipiu)
Majadahonda este un municipiu spaniol situat la 16 km de orașul Madrid, în Comunitatea Madrid. 
Se află la o altitudine de 743 m deasupra nivelului mării. Are o suprafață de 38,48 km². Populația este de 73.355 locuitori, determinată în 2024, prin registru de stare civilă[*].

## Istorie
Până în secolul al XVI-lea, Majadahonda devenise un sat propriu, cu o populație de aproximativ 400 de locuitori. La sfârșitul secolului al XVI-lea erau aproape 200 de case și aproximativ 800 de locuitori. Majadahonda este menționat în romanele Don Quijote (de Miguel de Cervantes) și El Buscón (de Francisco de Quevedo). În centrul satului la acea vreme erau Biserica Santa Catalina, un spital mic și un han modest. Orașul s-a extins pe străzile San Roque, Real și El Cristo.
În secolul al XVIII-lea a avut o creștere considerabilă a populației, ajungând la un număr de aproximativ 800 de locuitori, conform recensământului din Floridablanca⁠(en)[traduceți]. Majoritatea bărbaților erau muncitori de zi, servind o minoritate de fermieri bogați și mici nobili.
În 1812, în timpul războiului de independență spaniol, a fost locul unei bătălii între trupele franceze și britanice care au lăsat orașul în ruină. Confiscarea ecleziastică și civilă a impus vânzarea de pământ, care a fost dobândită de nobila bogată și puternică. Unul dintre ei, marqués de Remisa, și-a folosit relațiile cu compania feroviară pentru a fi construită pe proprietatea sa o gară, care este la originea celei actuale, mutată din amplasamentul inițial de la El Plantio, dar aflată încă la distanță de oraș.

##### Războiul Civil Spaniol(1936-1939)

Monumentul de la Majadahonda, construit pe locul unde în 1937 au căzut în luptă Ion Moța și Vasile Marin, voluntari legionari din armata franchistă.

Războiul civil a afectat foarte mult zona, care, la fel ca Madridul, era în cea mai mare parte republicană. Din 1936 până în 1939 orașul a fost în mare parte pustiit, apoi reconstruit în întregime, după un plan modern.
Pe 13 ianuarie 1937, în Majadahonda au căzut în luptă voluntarii Ion Moța și Vasile Marin, membri ai  Gărzii de Fier, care luptau de partea  franchiștilor în rândurile Legiunii Spaniole (Legión Española). În anul 1970, camarazi legionari sprijiniți de guvernul franchist au ridicat în memoria lor la Majadahonda un monument comemorativ controversat.
1. ↑  Nomenclátor Geográfico de Municipios y Entidades de Población (20240402 edition)